# Toyota C+pod

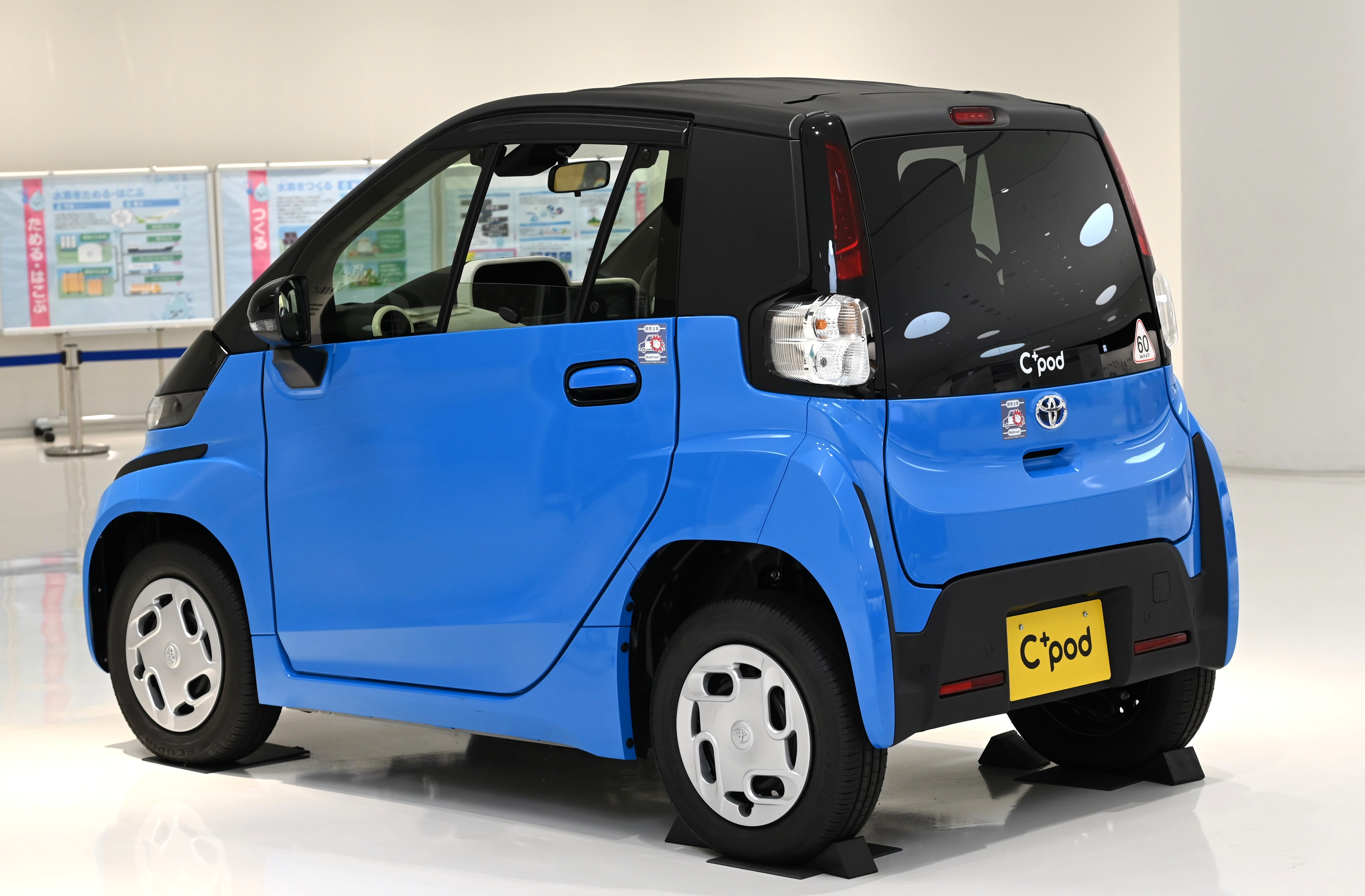
Heckansicht

Der Toyota C+pod (Eigenschreibweise: C+pod) ist das erste rein als Elektroauto konzipierte Auto von Toyota. Zuvor konzentrierte sich der japanische Hersteller auf Hybrid- und Wasserstoffmodelle.

## Name
Der Name C+pod setzt sich aus C (für den Anfangsbuchstaben der englischen Begriffe compact, communication und connect) und dem englischen Begriff für Kapsel (pod) zusammen, was auf die schützende Hülle (Kokon) der Seidenspinner verweisen soll.

## Modellbeschreibung
Beim C+pod handelt es sich um einen Zweisitzer, der zur Kei-Car-Klasse gehört. Die Höchstgeschwindigkeit liegt bei 60 km/h (dem Tempolimit auf japanischen „Landstraßen“) und die angegebene Reichweite der Lithium-Ionen-Batterie (9,06 kWh) liegt bei 150 km (nach WLTP). Die Batterie soll mit 200 V innerhalb von ungefähr 5 Stunden voll geladen werden können. Sie stammt von Prime Planet Energy & Solutions, einem Joint Venture von Toyota mit Panasonic, und ist vor den Sitzen im Unterboden untergebracht. Zudem ist die Batterie bidirektional und kann über eine Steckdose am Armaturenbrett auch Strom abgeben.
Der C+pod hat einen Wendekreis von 3,90 Meter und Heckantrieb. An der Hinterachse ist eine permanenterregte Synchronmaschine (1RM) mit einer Leistung von bis zu 9,2 kW (12,5 PS) und einem maximalen Drehmoment von 56 Nm eingebaut.
Das Auto ist in fünf verschiedenen Farben erhältlich. Es gibt zudem zwei verschiedene Ausführungen. Die preisgünstigere X-Version ist 670 kg schwer und die besser ausgestattete und teurerer G-Version 690 kg. Das Auto wird im Werk Motomachi in der japanischen Stadt Toyota gefertigt.
Am 25. Dezember 2020 begann eine begrenzte Auslieferung an ausgewählte gewerbliche Nutzer, Lokalverwaltungen und andere Organisationen in Japan. 2021 sollen etwa 100 Fahrzeuge ausgeliefert werden und ab 2022 soll die Auslieferung an Privatkunden starten.

## Konzeptauto Ultra-Compact BEV
Als Konzeptauto wurde der C+pod als Ultra-Compact BEV (jap. 超小型EV, Chō Kogata Ībī wörtlich „ultra leichtes EV“; BEV steht als Abkürzung für  Battery Electric Vehicle) bezeichnet. Die offizielle Vorstellung fand am 17. Oktober 2019 auf der Tokyo Motor Show in der Sonderausstellung Future Expo statt. Im Monat zuvor stellte VW sein erstes reines Elektroauto mit dem VW ID.3 auf der IAA in Frankfurt vor.
Vom Ultra-Compact BEV wurden zwei Versionen vorgestellt. Eine für den privaten Gebrauch, insbesondere in der Innenstadt, wie es typisch für Kei-Cars ist. Durch die kleinen Maße kommt das Auto auch durch schmale Gassen und es gibt zahlreiche (finanzielle) Vorteile, insbesondere auch bei Stellplätzen, für Kei-Cars. Daneben gibt es eine Version für den geschäftlichen Gebrauch, die für ein mobiles Büro optimiert ist und nur einen Sitz hat. Hierbei handelt es sich jedoch um ein Konzeptfahrzeug, das sich nicht in Serienproduktion befindet.

## BEV-Produktfamilie
Der C+pod gehört ebenso wie das Konzeptfahrzeug i-Road zu Toyotas BEV-Produktfamilie. Durch diese Fahrzeuge soll ein neues Konzept der Stadt-Mobilität getestet und eingeführt werden. Zum Konzept gehören auch Versicherungen, Ladestationen und ein Batterie-Service über die gesamte Lebensdauer. Auch ein Konzept für das Recycling mit einer umweltfreundliche Wiederverwendung älterer Batterien gehört dazu. Zur Produktfamilie zählen unter anderem E-Scooter oder auch Elektro-Zuggeräte für Rollstühle. Zu den Olympischen Sommerspielen 2020 in Tokio sollten diese Fahrzeuge der Produktfamilie eingeführt werden. Durch die Verschiebung aufgrund der COVID-19-Pandemie wurde auch dies verschoben.